# 佐野市運動公園陸上競技場
佐野市運動公園陸上競技場（さのしうんどうこうえんりくじょうきょうぎじょう）は、栃木県佐野市の佐野市運動公園内に立地する陸上競技場。2022年8月から清酒開華がネーミングライツ（命名権）取得により愛称が清酒開華スタジアムとなった。
2001年には、降雪によるピッチコンディション不良のため使用できなくなった栃木県グリーンスタジアムに代わり、隣接する多目的球技場とともに代替会場として急遽、第22回全日本女子サッカー選手権大会を開催したこともある。公園内にはそのほか、野球場なども設置されている。

## 施設概要
- 所在地：栃木県佐野市赤見町2130-2
- 日本陸上競技連盟第2種公認
- トラック：400m×9レーン
- 収容人数：6000人（メインスタンド1,400人、芝生盛土スタンド4,600人）

## 開催イベント・大会
- 全日本中学校通信陸上競技栃木大会
- 栃木県高等学校駅伝競走大会
- SANOスプリント

## アクセス
- JR東日本・東武鉄道佐野駅から車で20分。